# Franco Varrella
Franco Varrella (* 25. Januar 1953 in Rimini) ist ein italienischer Fußballtrainer und ehemaliger Fußballspieler. 

## Karriere

### Karriere als Spieler
In der Saison 1971/72 spielte er bei Juventus Turin. Von 1974 bis 1975 spielte er dann bei Rimini FC. Nach der Saison beendete er bereits im Alter von 22 Jahren seine Spielerkarriere.

### Karriere als Trainer
In der Saison 1984/85 begann er in der Serie D als Trainer zu arbeiten. Von 1987 bis 1988 arbeitete er dann für Pietri Capri. 1988/89 trainierte er dann Forlì und 1989/90 Brescia. Zur Saison 1990/91 wechselte er zu Calcio Monza und zur Saison 1992/93 zu Casertana. In der Saison 1993/94 trainierte er erneut Forlì. 1996/97 arbeitete er für US Salernitana und dann von 1997 bis 1999 für Reggiana. In der Saison 1999/2000 trainierte er Savoia und 2000/2001 Padova. Zur Saison 2002/03 kehrte er zu US Salernitana zurück, bevor er von 2004 bis 2006 erneut Bellaria IM trainierte. 2006/07 arbeitete er für Triestina und von 2007 bis 2008 für Ravenna. Von 2008 bis 2009 arbeitete er erstmals als Nationaltrainer für San Marino. Von 2018 bis 2021 war er Nationaltrainer von San Marino.